# Julius Fast
Pour les articles homonymes, voir Fast (homonymie).
Julius Fast, né le 17 avril 1919 à New York et décédé le 16 décembre 2008 à Kingston, État de New York, est un auteur américain de roman policier. Il a employé le pseudonyme conjoint Adam Barnett pour deux romans écrit en collaboration avec Larry Alexander.

## Biographie
Sa famille d'origine ukrainienne et juive arrive en Amérique à la fin du XIXe siècle. À la douane, le patronyme Fastov devient Fast. 
Frère de l’écrivain et militant politique de gauche Howard Fast et oncle de l’écrivain Jonathan Fast, il est né dans un milieu très pauvre. Il fait néanmoins des études supérieures à l’Université de New York et obtient son diplôme en 1942. Mobilisé dans l’armée de 1943 à 1946, il consacre ses temps libres à écrire un premier roman policier, Watchful at Night (1945), lauréat du Edgar du meilleur premier roman, un trophée nouvellement créé par les Mystery Writers of America. Ce succès l’encourage à publier deux autres romans en 1946 et 1947.
En 1952, il est embauché par la firme pharmaceutique Smith, Kline & Freuch et, en 1954, par Pusdue Frederick, une compagnie concurrente. Ce travail freine un peu son élan d'écrivain, bien qu'il réussisse à publier d’autres titres dans les années 1950.
À partir de 1961, il devient rédacteur de plusieurs revues médicales. Les connaissances qu’il acquiert à ce poste exigeant lui permettent d’écrire des ouvrages de vulgarisation médicale, dont le best-seller Le Langage du corps (1970).

## Œuvre

### Romans

#### Signés Julius Fast
- Watchful at Night (1945)
- The Bright Face of Danger (1946) Publié en français sous le titre Crime en blanc, Genève, Ditis, Détective-club Suisse no 41, 1951 Publié en français dans une nouvelle traduction sous le titre Crime en blanc, Paris, J’ai lu no 56, 1967 ; réédition, Paris, Librairie des Champs-Élysées, Le Masque no 1901, 1989
- Walk in Shadow ou Walk in Shadows (1947) Publié en français sous le titre La Nuit du talion, Paris, Gallimard, Série noire no 909, 1965
- A Model for Murder (1956)
- Street of Fear ou And Then Murder (1958) Publié en français sous le titre Rue du Croche-Pied, Paris, Gallimard, Série noire no 576, 1960
- The League of Grey-Eyed Women (1969)
- A Thinkfull of Trouble (2003)

#### Signés Adam Barnett
- Iron Craddle (1954)
- Doctor Harry : The Story of Dr Harry Lorter (1958)

### Autobiographie
- Ladies Man: an autobiography (1984) Paul Henreid et Julius Fast

### Autres publications
- What You Should Know About Sexual Responses (1966) Publié en français sous le titre Ce que vous devez savoir sur la réponse sexuelle humaine, Paris, Éditions Morgan, 1973
- Body Languages (1970) Publié en français sous le titre Le Langage du corps, Paris, Stock, 1971
- The New Sexual Fulfilment (1972)
- Bisexual Living (1975)
- The Pleasure Book (1975)
- The Body Language of Sex Power and Agression (1976)
- Creative Coping : A Guide to Positive Living. (1976), en collaboration avec Barbara Fast
- Psyching Up: Over 50 Good Ideas for a Slimmer, Sexier, Healthier You (1978)
- Weather Language. Wyden Books (1979)
- Talking Between the Lines: How We Mean More Than We Say (1979), en collaboration avec Barbara Fast
- Body Politics Tower Books (1980)
- Sexual Chemistry: What it Is, how to Use it (1983)
- The Omega-3 Breakthrough (1987)
- Sexual Chemistry: What it Is, how to Use it (1983)
- What Should We Do About Davey? (1988)
- Subtext: Making Body Language Work in the Workplace (1991)
- The Legal Atlas of the United States (1997)

## Prix et distinctions
- Edgar du meilleur premier roman 1945 pour Watchful at Night

## Sources
- Jacques Baudou et Jean-Jacques Schleret, Les Métamorphoses de la chouette : Détective-club, Paris, Futuropolis, 1986, 191 p. (ISBN 978-2-737-65488-6), p. 72-73.
- Claude Mesplède (dir.), Dictionnaire des littératures policières, vol. 1 : A - I, Nantes, Joseph K, coll. « Temps noir », 2007, 1054 p. (ISBN 978-2-910-68644-4, OCLC 315873251), p. 714.